# Piscis Austrinidy
Piscis Austrinidy (PAU) – rój meteorów aktywny od 15 lipca do 10 sierpnia. Jego radiant znajduje się w gwiazdozbiorze Ryby Południowej. Maksimum roju przypada na 28 lipca, jego aktywność jest określana jako średnia, a obfitość roju wynosi 5 meteorów/h. Prędkość meteorów z roju wynosi 35 km/s.
Rój ten z racji położenia swojego radiantu jest w zasadzie nieobserwowany w Polsce. Jedynie wyjątkowo duże bolidy należące do tego roju mogą zostać zaobserwowane.
Rój Piscis Austrinidy wchodzi w skład tzw. kompleksu Akwarydów – Kaprikornidów. Tworzy go kilka rojów z radiantami umiejscowionymi w lub pobliżu gwiazdozbiorów Wodnika i Koziorożca: Piscis Austrinidy (PAU) Południowe delta Akwarydy (SDA), Alfa Kaprikornidy (CAP), Południowe jota Akwarydy (SIA), Północne delta Akwarydy (NDA) oraz Północne jota Akwarydy (NIA) – według kolejności występowania.